# Alexandre II da Valáquia
Alexandre II Mircea (3 de Março de 1529 - 15 de Abril de 1577), por vezes apelidado Ovelha Seca, foi Príncipe da Valáquia entre 7 de Junho de 1568 e a sua morte, com uma curta interrupção de Vintila da Valáquia, filho de Pătrașcu o Bom, entre 14 de Abril e 3 de Maio de 1574.

## Biografia
Alexandre Mircea era filho de Mircea IV da Valáquia e da sua esposa Maria Despina e portanto neto de Mihnea, o Mau e consequentemente bisneto de Vlad III, o Empalador.
Nasceu a 3 de Março de 1529, na Transilvânia, onde o pai e o resto da família estava exilada desde que Mircea fora deposto por Vlad, o Jovem em 1510. Alexandre aguardava assim o momento oportuno de assumir o trono. Há duas versões sobre a sua vida anterior ao seu reinado, ambas narradas pelo próprio Alexandre: a primeira, realizada na crónica pintada da Abadia de Bucovăț, refere que subiu ao trono com 40 anos, e que esteve na prisão [...] aquando da morte de Pătrașcu (1557)... e da deposição de Pedro (1568) e só aí me tornei Príncipe da Valáquia . Há uma outra versão, que parece mais verídica, em que Alexandre teria estado em Constantinopla, onde conheceu Catarina Salvaresso, de origem italiana com quem se casou em 1558. Oito anos depois, em 1564, nasceu o único filho do casal, Mihnea. 
A oportunidade de aderir ao trono do seu pai ocorreu em 1568, quando o sultão otomano Selim II, depôs Pedro I  (seu primo em terceiro grau) filho da Regente Chiajna da Moldávia, e decidiu eleger outro príncipe. O escolhido foi Alexandre, também membro dos Bassarabe e também pertencente ao ramo Drăculeşti desta Dinastia.
O primeiro ato notável de Alexandre consistiu num banho de sangue de boiardos, seguindo o exemplo de Mircea o Pastor. Assim, segundo uma crónica: Então, os boiardos ainda no exílio foram massacrados. Após aqueles, passados dois meses, Alexandre assassinou ainda mais alguns, como Radu Drăgoiești, Mihnea Bădeni, Tudor Bucov, Vladul Caplii (...) entre outros . O mesmo episódio é recontado em palavras quase idênticas na crónica de Radu Popescu, mas nenhum dos dois referiu as razões para tal massacre. 
No Outono de 1570, há registos de uma tentativa de usurpação do trono a Alexandre, por um pretendente desconhecido, a que se seguiu uma nova onda de execuções e expropriação, e 17 dos que morreram eram fiéis ao Império Otomano.
Em 1573, juntamente com a sua esposa, Catarina Salvaresso, ele fundou a primeira imprensa de Bucareste, no  Mosteiro de Plumbuita.
Outro ponto forte do seu reinado foi a sua tentativa de obtenção do trono da Moldávia, através do irmão, o Príncipe Pedro Șchiopul, em 1574. Para marcar o momento, em Săpățeni (perto de Focşani) foi organizada uma festa na qual tomaram parte os dois príncipes com os seus senhores. Aproveitando o momento, João III da Moldávia atacaram-nos. Na ausência de substancial armado, Os irmãos foram derrotados na batalha que foi travada em Jiliște, perto de Râmnicu Sărat. 
Nesses ano, o trono foi usurpado por Vintila da Valáquia, filho do malogrado príncipe Pătrașcu o Bom, mais precisamente a 14 de Abril, mas um mês depois, a 3 de Maio, Vintila foi preso e executado por Alexandre, que regressou ao trono. 
Após o seu regresso, Alexandre promoveu, a nível agrícola, a expansão de ovelhas estéreis, o que lhe valeu o apelido Ovelha Seca.
Em 1576, um grupo de 70-80 boiardos insatisfeitos vai à corte do sultão Murade III para solicitar um inquérito sobre os abusos de Alexandre. O sultão prendeu os boiardos. 
No início do ano seguinte um outro pretendente, apoiado por sete boiardos, jura que o sultão é uma família de classe baixa. Mas este pretendente é também repelido. 
Alexandre faleceu de forma inesperada a 15 de Abril de 1577 (25 de Julho segundo a opinião do historiador Nicolae Iorga), deixando o trono para um filho de apenas 13 anos de idade, que deixou sob a regência da esposa, Catarina. A 12 de Agosto, o sultão Murade pediu a Pedro Șchiopul, tio do Príncipe, que o apoiasse quando necessário . Alexandre foi enterrado em Bucareste , no atual Mosteiro Radu Vodă, fundada pelo próprio.

## Casamento e descendência
Em 1558, Alexandre II desposou Catarina Salvaresso, de origem italiana, que conheceu em Constantinopla. O casal teve:
- Mihnea (Julho de 1564 - Outubro de 1601), Príncipe da Valáquia.